# Hormonforstyrrende stoffer
Hormonforstyrrende stoffer, en. endocrine disrupting chemicals (EDCs), er kemikalier der påvirker kroppens hormonsystem. Påvirkningen kan have følger som kræftfremkomst, dårlig sædkvalitet og for tidlig brystudvikling.
•	Nogle kemiske stoffer har lignende virkning som kroppens egne hormoner og reagerer med kroppens hormon-receptorer som agonister (aktivatorer) eller antagonister (hæmmere) og medfører et ændret respons, en hormonforstyrrelse.
•	Forstyrrelse af nogle overordnede hormon-receptor-systemer, der regulerer omsætningen af andre hormoner i kroppen, medfører forstyrrelser i hormonbalancen:
- medfører dannelsen af for meget eller for lidt af et hormon,
- efterligner et hormon,
- forstyrrer transporten af hormoner rundt i kroppen.
I det moderne miljø bliver mennesker dagligt udsat for hormonforstyrrende stoffer fra mange forskellige kilder (kaldet cocktaileffekten). Hvert enkelt hormonforstyrrende stof som regel i små mængder. Miljøstyrelsen anbefaler at begrænse sin udsættelse for kemikalier, hvor det er muligt, specielt er det vigtigt for gravide og børn.

## Reproduktionsskadelige
Mange af de hormonforstyrrende stoffer blev først erkendt på grund af deres indvirkning på reproduktionssystemet som reproduktionsskadelige eller reproduktionstoksiske stoffer karakteriseret ved at forringe forplantningen (nedsat frugtbarhed og dårlig sædkvalitet), skade fostre eller medføre misdannede kønsorganer hos drengebørn,
tidlig pubertetsudvikling samt bryst- og testikelkræft.
I 2001 blev det i EU besluttet at klassificere blødgøringsmidlet DEHP (di(2-ethylhexyl)ftalat) som reproduktionsskadelig.

## Andre virkninger
Andre hormonforstyrrende stoffer kan påvirke hjernens udvikling og have betydning for udvikling af diabetes og fedme.
DEHP er blevet forbundet med forhøjet blodtryk og insulin-resistens.

## Eksempler på hormonforstyrrende stoffer
I den daglige husholdning og personlige pleje træffes det hormonforstyrrende stof triclosan i sæber, tandpasta og deodoranter. Svampemidler indtages med kosten i korn og grøntsager.
EU’s liste over hormonforstyrrende stoffer indeholder 432 kandidatstoffer.
Her er en liste over vidt udbredte hormonforstyrrende stoffer.

### Persisterende organiske halogenforbindelser
- Chloroform
- Hexachlorbenzen, HCB, PCB eller BHC
- Dioxin
- Bromerede flammehæmmere, PBB, PBDE og BDE-47
- Per- og polyfluoroalkyl stoffer (PFAS) [4]

### Antioxidant
- Butylhydroxyanisol

### Pesticider
- DDT
- Atrazin
- Dieldrin
- Heptachlor
- Lindan
- Malathion

### Phthalater
- Phthalater, BBP, DBP, DEHP, DINP, DIDP[5]

### Andre stoffer
- Benzophenon
- Bisphenol A
- Sulfonater, EDMS og PFOS
- Nonylphenol, octylphenol
- Styren dimerer og trimerer

### Metaller
- Arsen
- Cadmium
- Bly
- Kviksølv

### Farmaka
- Diethylstilbestrol, DES

## Eksterne links og henvisninger
- Hvad er hormonforstyrrende stoffer? Videnskab.dk 2017
- 12 Worst Hormone-Disrupting Chemicals & Their Health Effects. Livescience
- Plastics 'leading to reproductive problems for wildlife' The Guardian 2019

1. ↑  "Hormonforstyrrende stoffer. Miljøstyrelsen". Arkiveret fra originalen 5. september 2015. Hentet 20. september 2015.
2. ↑  "EU's liste over hormonforstyrrende stoffer". Arkiveret fra originalen 8. september 2015. Hentet 20. september 2015.
3. ↑  Widespread Pollutants with Endocrine-disrupting Effects “Our Stolen Future” af T. Colborn m.fl.
4. ↑  High Serum Levels of 'Forever Chemicals' Tied to Earlier Menopause. Medscape 2020
5. ↑  Phthalate Di-isodecyl & Di-isononyl phthalates. Greenfacts.org